# European Leagues
European Leagues (EL) ist ein 2005 als Association of European Professional Football Leagues (EPFL) gegründeter Verband professioneller europäischer Fußballligen, der derzeit 37 Ligen aus 31 Ländern mit insgesamt über 1000 Clubs repräsentiert. Sein Sitz ist Nyon, Schweiz. In der Funktionsperiode 2021–25 fungiert der Däne Claus Thomsen als Vorsitzender des Verwaltungsrats, der Niederländer Jacco Swart als Geschäftsführer.

## Geschichte
Vorläufer der EPFL war die 1997 auf Initiative der englischen Premier League und der italienischen Lega Nazionale Professionisti  gegründete Association of European Union Premier Professional Football Leagues (EUPPFL). Deren Ziel war es, im Namen der beteiligten Vereine und Ligen mehr Einfluss auf die sie betreffende Fußballpolitik zu nehmen. Im Jahr 2004 verlegte die EUPPFL ihren Sitz nach Nyon, wo auch die UEFA ihren Sitz hat, ein Jahr später wurde sie dann in die Association of European Professional Football Leagues (EPFL, Verband europäischer professioneller Fußballligen) umgewandelt; zu dieser Zeit waren 14 Profiligen Vollmitglied. In den folgenden Jahren wurden immer mehr Verbände aufgenommen, darunter 2006 mit der englischen Football League erstmals ein niederklassiger Verband als assoziiertes Mitglied. Im Jahr 2018 benannte sich die EPFL in "European Leagues" um und gab sich neue Strukturen und ein neues Leitbild.

## Mitglieder

### Vollmitglieder
| Land          | Name                                  | Beitritt | Bemerkung                                                                           |
| ------------- | ------------------------------------- | -------- | ----------------------------------------------------------------------------------- |
| Aserbaidschan | Peşəkar Futbol Liqası                 | 2013     |                                                                                     |
| Belgien       | Pro League                            | 2005     | war schon 1997 Gründungsmitglied der EUPPFL                                         |
| Dänemark      | Divisionsforeningen                   | 2005     | war schon 1997 Gründungsmitglied der EUPPFL                                         |
| Deutschland   | Deutsche Fußball Liga                 | 2005     | war schon 1997 als "Ligaverband" Gründungsmitglied der EUPPFL                       |
| England       | Premier League                        | 2005     | war schon 1997 Gründungsmitglied der EUPPFL                                         |
| England       | The Football League                   | 2006     | zweitklassige Liga                                                                  |
| Finnland      | Veikkausliiga                         | 2005     | seit 2004 Mitglied der EUPPFL                                                       |
| Frankreich    | Ligue de Football Professionnel       | 2005     | war schon 1997 Gründungsmitglied der EUPPFL                                         |
| Griechenland  | Superleague Ellada                    | 2005     | war schon 1997 Gründungsmitglied der EUPPFL; bis 2006 Alpha Ethniki                 |
| Israel        | Israeli Professional Football Leagues | 2014     |                                                                                     |
| Italien       | Lega Nazionale Professionisti Serie A | 2005     | war schon 1997 Gründungsmitglied der EUPPFL; bis 2010 Lega Calcio                   |
| Italien       | Lega Nazionale Professionisti Serie B | 2011     |                                                                                     |
| Kasachstan    | Profifußballliga von Kasachstan       | 2015     |                                                                                     |
| Lettland      | Virslīga                              | 2021     |                                                                                     |
| Niederlande   | Eredivisie                            | 2005     | war schon 1997 Gründungsmitglied der EUPPFL                                         |
| Nordirland    | Northern Ireland Football League      | 2021     |                                                                                     |
| Norwegen      | Norsk Toppfotball                     | 2007     |                                                                                     |
| Österreich    | Österreichische Fußball-Bundesliga    | 2005     | war schon 1997 Gründungsmitglied der EUPPFL                                         |
| Polen         | Ekstraklasa                           | 2007     |                                                                                     |
| Portugal      | Liga Portugal                         | 2005     | 1997 Gründungsmitglied der EUPPFL; bis 2020 unter dem Namen LPFP                    |
| Rumänien      | Liga Profesionistă de Fotbal          | 2014     |                                                                                     |
| Schottland    | Scottish Professional Football League | 2005     | 1997 Gründungsmitglied der EUPPFL; bis 2013 unter dem Namen Scottish Premier League |
| Schweden      | Föreningen Svensk Elitfotboll         | 2005     | 1997 Gründungsmitglied der EUPPFL                                                   |
| Schweiz       | Swiss Football League                 | 2005     | war schon 1997 Gründungsmitglied der EUPPFL, aber zwischenzeitlich ausgetreten      |
| Serbien       | Super Liga                            | 2010     |                                                                                     |
| Slowakei      | Unia Ligovych Klubov                  | 2021     |                                                                                     |
| Spanien       | Liga de Fútbol Profesional            | 2005     | 1997 Gründungsmitglied der EUPPFL                                                   |
| Tschechien    | Ligová Fotbalová Asociace             | 2018     |                                                                                     |
| Ukraine       | Premjer-Liha                          | 2008     | wurde 2008 gegründet, bis dahin war die Profesionalna futbolna liha Vollmitglied    |

Die fett gedruckten Jahreszahlen markieren die Gründungsmitglieder der EPFL.

### Assoziierte Mitglieder
| Land        | Name                                       | Beitritt | Bemerkung           |
| ----------- | ------------------------------------------ | -------- | ------------------- |
| Italien     | Lega Pro                                   | 2008     |                     |
| Niederlande | Federatie van Betaald Voetbal Organisaties | 2008     | Spielergewerkschaft |
| Türkei      | Turkish Union of Clubs                     | 2010     | Klubvereinigung     |

### Kandidaten für die Mitgliedschaft
| Land        | Name                      | Bemerkung |
| ----------- | ------------------------- | --------- |
| Deutschland | DFB 3. Liga               | seit 2021 |
| Irland      | League of Ireland         | seit 2022 |
| Island      | Íslenskur Toppfótbolti    | seit 2021 |
| Litauen     | A lyga                    |           |
| Niederlande | Coöperatie Eerste Divisie | seit 2021 |

### Ehemalige Mitglieder
| Land       | Name                                       | Beitritt | Austritt | Bemerkung                                                 |
| ---------- | ------------------------------------------ | -------- | -------- | --------------------------------------------------------- |
| Bulgarien  | Balgarska Profesionalna Futbolna Liga      | 2007     | 2012     |                                                           |
| Frankreich | Union des Clubs Professionnels de Football | 2008     | ?        | Klubvereinigung; war assoziiertes Mitglied                |
| Slowenien  | Slovenska Nogometna Liga                   | 2006     | 2012     |                                                           |
| Russland   | Premjer-Liga                               | 2007     | 2022     | Ausschluss wegen des russischen Überfalls auf die Ukraine |
| Russland   | Professionalnaja futbolnaja liga           | 2007     | 2022     | Ausschluss wegen des russischen Überfalls auf die Ukraine |
| Russland   | Futbolnaja nacyonalnaja liga               | 2011     | 2022     | Ausschluss wegen des russischen Überfalls auf die Ukraine |
| Ukraine    | Profesionalna futbolna liha                | 2007     | 2008     | bis zur Gründung der Premjer-Liha 2008 Vollmitglied.      |